# جام باشگاهی آفریقا–آسیا ۱۹۹۴
جام باشگاهی آفریقا–آسیا ۱۹۹۴ هفتمین دوره جام باشگاهی آفریقا–آسیا بود که توسط کنفدراسیون فوتبال آفریقا (کاف) و کنفدراسیون فوتبال آسیا (ای‌اف‌سی) تأیید شد و بین برندگان جام قهرمانان آفریقا و جام باشگاه‌های آسیا برگزار شد.
فینال به صورت رفت و برگشت بین تیم مصری زمالک، قهرمان جام قهرمانان آفریقا ۱۹۹۳ و تیم تایلندی تای‌فارمرز بانک، قهرمان جام باشگاه‌های آسیا ۹۴–۱۹۹۳ برگزار شد. بازی رفت به میزبانی زمالک در ورزشگاه المحله در محله الکبری در ۱۱ سپتامبر ۱۹۹۴ برگزار شد، در حالی که بازی برگشت به میزبانی تای‌فامرز بانک در ورزشگاه کاسیکورن بانک در بانکوک در ۲۱ سپتامبر ۱۹۹۴ برگزار شد.
نتیجه در مجموع ۲–۲ شد، بنابراین تای‌فارمرز بانک به دلیل گل زده در خانه حریف برنده شد.

## تیم‌ها
| تیم            | نحوه صلاحیت                       | حضور قبلی (پررنگ نشانه قهرمانی است) |
| -------------- | --------------------------------- | ----------------------------------- |
| زمالک          | قهرمان جام قهرمانان آفریقا ۱۹۹۳   | ۱۹۸۷                                |
| تای‌فارمرز بانک | قهرمان جام باشگاه‌های آسیا ۹۴–۱۹۹۳ | نداشته                              |

## جزئیات مسابقات

### بازی رفت
| زمالک                               | ۲–۱ | تای‌فارمرز بانک |
| ----------------------------------- | --- | -------------- |
| اوتچیری ۷۰' · ط. منصور ۷۵' (پنالتی) |     | ?'             |

### بازی برگشت
| تای‌فارمرز بانک | ۱–۰ | زمالک |
| -------------- | --- | ----- |
| ?'             |     |       |

## قهرمان
| قهرمان جام باشگاهی آفریقا–آسیا ۱۹۹۴ |
| ----------------------------------- |
| تای‌فارمرز بانک اولین قهرمانی        |